# Elecciones parlamentarias de Senegal de 2024
Las elecciones parlamentarias de Senegal  se celebraron el 17 de noviembre de 2024 tras la disolución de la Asamblea Nacional por parte del presidente Bassirou Diomaye Faye.La decisión de disolver la Asamblea se produjo durante un período políticamente tenso, con Faye buscando un mandato más fuerte para las políticas de su administración en medio de los crecientes desafíos económicos y las crecientes demandas públicas de reforma.
Las elecciones se saldaron con una victoria decisiva para el partido de Faye, el PASTEF, que obtuvo 130 de los 165 escaños de la Asamblea Nacional, lo que le otorgó al partido una clara mayoría. La principal coalición opositora, Takku Wallu Senegal, logró obtener 16 escaños, mientras que Jàmm ak Njariñ obtuvo 7 escaños.

## Antecedentes
El 12 de septiembre de 2024, el presidente Bassirou Diomaye Faye disolvió la Asamblea Nacional y ordenó la celebración de elecciones anticipadas para el parlamento el 17 de noviembre. Faye, que asumió el cargo el 2 de abril, y su primer ministro, Ousmane Sonko, habían estado previamente en conflicto con la legislatura controlada por la oposición y acusaron a esta última de bloquear sus propuestas de reformas y presupuesto económico.

## Sistema electoral
La Asamblea Nacional está compuesta por 165 escaños ocupados durante cinco años según un sistema de votación paralelo en 54 distritos electorales correspondientes a los 46 departamentos de Senegal a los que se suman 8 distritos electorales de la diáspora. De este total, 112 escaños se ocupan por sistema de lista mayoritaria con uno a siete escaños por circunscripción, dependiendo de su población. Los distritos electorales de la diáspora tienen entre uno y tres escaños, para un conjunto total de quince escaños. Los electores votan por lista cerrada de candidatos e igual número de suplentes, sin fraccionamiento ni voto preferencial. La lista con más votos gana todos los escaños a cubrir en su circunscripción. En aquellos con un solo escaño, el voto se transforma en un distrito uninominal.
Los 53 escaños restantes se ocupan mediante votación proporcional plurinominal sobre la base del total de votos de los partidos sumados a nivel nacional. Ambos sistemas funcionan independientemente el uno del otro. A diferencia de un sistema mixto, los escaños asignados por la representación proporcional no se asignan de tal manera que su suma a los del voto mayoritario haga que los escaños totales de los partidos correspondan a sus porcentajes de votos nacionales. Cada partido obtiene una parte de los escaños ocupados por representación proporcional correspondiente a su participación en el voto, a lo que se suman los 112 escaños obtenidos en las circunscripciones de mayoría relativa, dando a la papeleta una tendencia mayoritaria. La asignación de escaños se realiza según el sistema de cociente simple. En el caso de candidatos independientes, los escaños que queden después del primer cómputo se asignan según la regla del mayor resto.